# Savigny-sur-Braye
Savigny-sur-Braye is een gemeente in het Franse departement Loir-et-Cher (regio Centre-Val de Loire) De plaats maakt deel uit van het arrondissement Vendôme. Savigny-sur-Braye telde op 1 januari 2022 1.960 inwoners.

## Geografie
De oppervlakte van Savigny-sur-Braye bedroeg op 1 januari 2022 67,18 vierkante kilometer; de bevolkingsdichtheid was toen 29,2 inwoners per km².
De onderstaande kaart toont de ligging van Savigny-sur-Braye met de belangrijkste infrastructuur en aangrenzende gemeenten.

## Demografie
Onderstaande figuur toont het verloop van het inwonertal (bron: INSEE-tellingen).